# 英雄史觀
英雄史觀或是別稱為“天才史觀”，“伟人理论”。是歷史學觀點中認為歷史都是由偉人、帝王將相等少數精英人士所創造的，否認人民群眾在歷史上所扮演的重要角色，英雄史觀是唯心主義的一種表現。该理论主要归因于苏格兰哲学家和散文家托马斯·卡莱尔，他在1840年进行了一系列有关英雄主义的演讲，后来发表为《论历史上的英雄、英雄崇拜和英雄业绩》。

## 概述
由於歷史上許多重要的君王、軍事將領或是偉大思想家往往對歷史發展生起了很大的作用，無論中西，英雄史觀都有存在於各自的歷史著作上。例如：古希臘的盲眼詩人荷馬所撰的《荷馬史詩》把永生的神和凡人雜揉在一塊，即是充斥著英雄主義的代表，所以歷史家柯靈烏才會認為荷馬的史詩只能稱得算是一部半歷史（Quasi-history）。
那麼，英雄史觀的歷史究竟代表著什麼涵義，社會史家與傳統政治史家有截然不同的看法，著名歷史家彼得·柏克在其著作《製造路易十四》中就明確的指出，路易十四的的霸君形象是被塑造出來的，社會學家高夫曼亦曾經指出，就某方面而言，我們都是人造的，位高權重的國家領袖當然更是如此。
與歷史唯物主義不同，歷史唯心主義認為理念是創造歷史的力量。

## 爭論

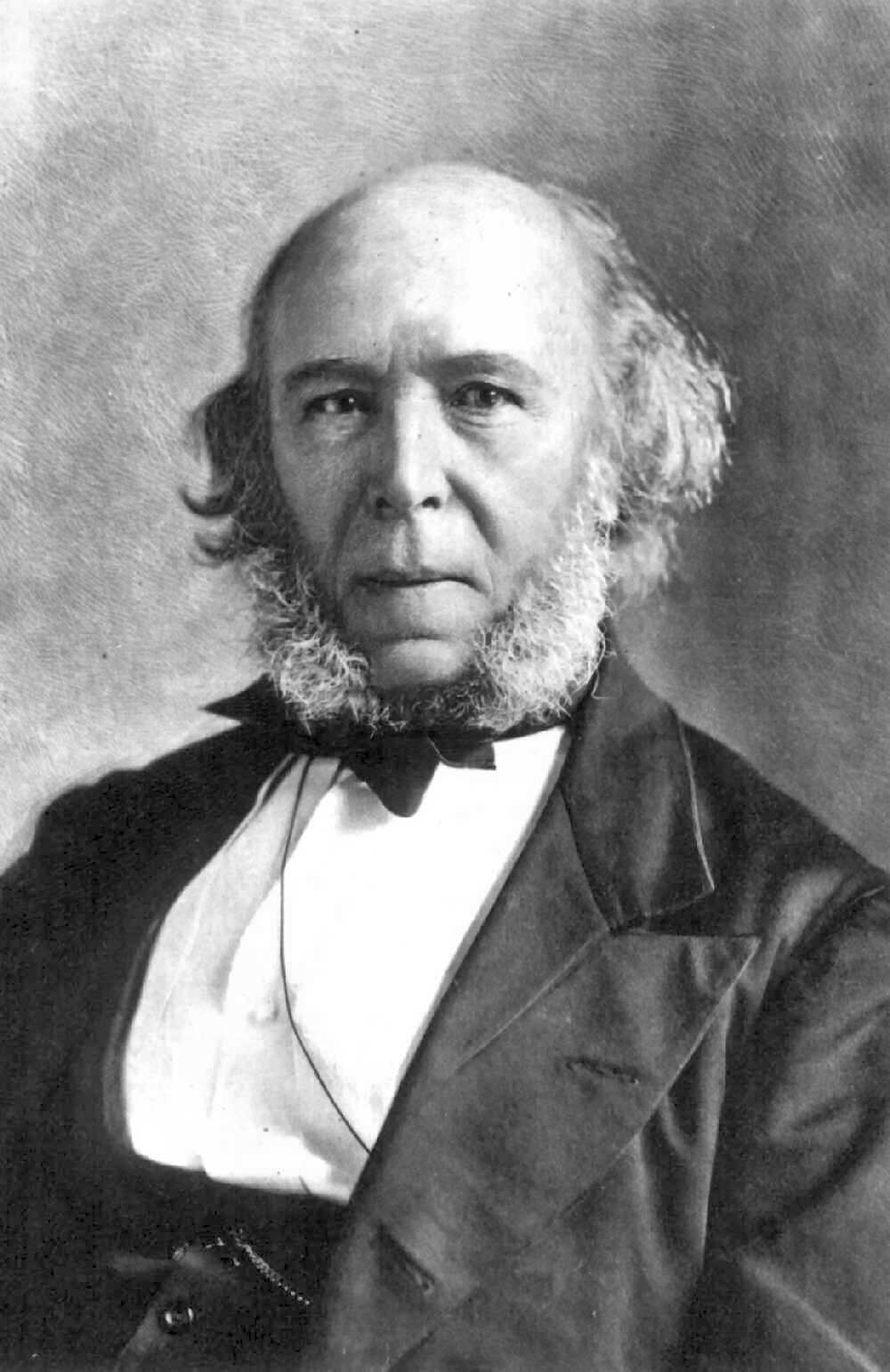
赫伯特·斯宾塞是对卡莱尔英雄史观的当代批评家

### 來自赫伯特·斯宾塞所作的抨擊
卡莱尔的英雄史观最有力的批评家之一是赫伯特·斯宾塞。他认为将历史事件归因于个人的决定是不科学的。他认为，卡莱尔所谓的“英雄”仅仅是他们社会环境的产物：
您必须承认，英雄的成因取决于一连串复杂的事件，这些复杂的事件导致了他的出现……在他塑造自己的社会之前，他的社会首先塑造了他。——赫伯特·斯宾塞, 《社会学的研究》

### 來自威廉·詹姆斯所作的辩护

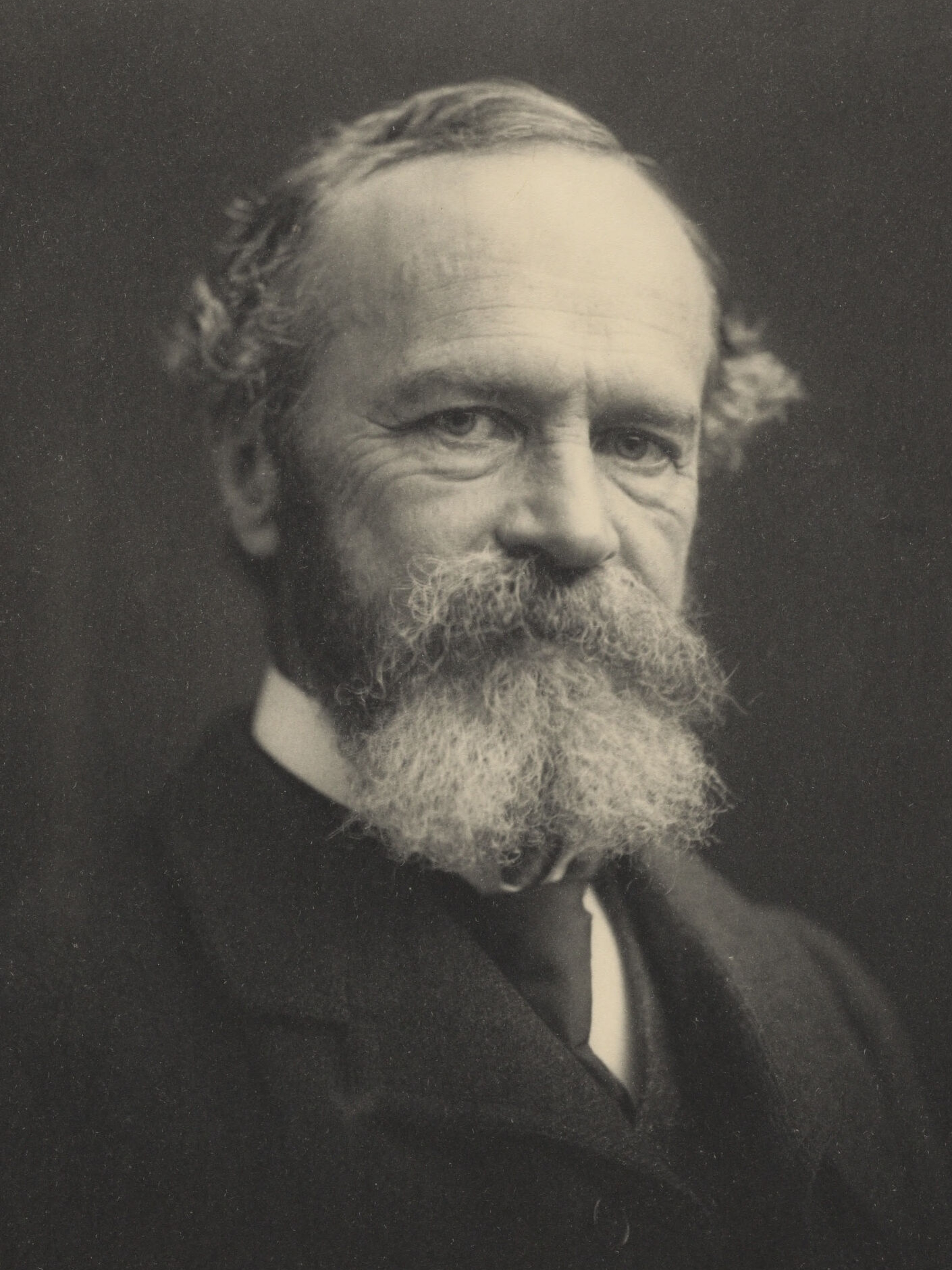
威廉·詹姆斯19世纪哲学家和心理学家

威廉·詹姆斯，在其1880年发表在《大西洋月刊》的文章《伟大的人，伟大的思想，与环境》中，捍卫了卡莱尔，批驳并谴责了斯宾塞所提出的论点。
詹姆斯对英雄史观的辩护可以概括如下：个人的独特生理本质是塑造伟人的决定因素，而伟人又是以其独特方式改变环境的决定因素。没有伟人，新的环境就不会成为现实。这种变化的程度和性质也取决于环境对于新刺激的接受程度。然后，他通过在有性生殖的最早阶段可能会发生的无数遗传变异来说明他的论点。詹姆斯认为，这些伟人大脑中的遗传变异是决定性因素，它们将影响引入了他们的环境。伟人们可能会提出原创的思想，发现，发明和观点，而“在另一个人的心中，这些是没法产生的……它会从一个大脑中萌发出来，而不会从另一个大脑中萌发出来。”
詹姆斯所提出的論點建基於自由意志論，這一理論自近代以來受到猛烈批駁。

### 其他意見
托尔斯泰的《战争与和平》将“英雄史观”的批评作为其哲学讨论中反复出现的主题。托尔斯泰认为，英雄的意义是虚构的，他们只是实现天意规则的“历史奴隶”。
在现代的理论批评家中，悉尼·胡克支持英雄史观。他赞扬那些通过行动来塑造历史的人，他的《Hero in History》一书专门介绍了英雄角色的历史和杰出人物的影响力。
在新版《论历史上的英雄、英雄崇拜和英雄业绩》的导言中，戴维·R·索伦森（David R. Sorensen）指出，现代大众对英雄史观的支持下降，但总体上也对“英雄主义”的支持度下降。他引用了罗伯特·福克纳（Robert Faulkner）的著作作为反例。罗伯特·福克纳是亚里斯多德式宽宏派的拥护者，他在他的《The Case for Greatness: Honorable Ambition and Its Critics》一书中抨擊了关于伟大与英雄主义讨论的政治偏见，并指出：“新自由主义对上层政治家和人类对卓越的追求极其反感，这种反感特别的热忱，狹隘和反哲学。”
科學社會主義的創立人卡爾·馬克思強烈反對歷史唯心主義，聲稱其忽視了環境的改變對歷史的發展所造成的影響，而把這一切都歸因於純粹的精神。